# نیپون انیمیشن
نیپون انیمیشن (به انگلیسی: Nippon Animation) شرکت انیمشین‌سازی ژاپنی (به ژاپنی: 日本アニメーション) است، که مقر اصلی آن، در شهر توکیو مستقر می‌باشد.
این شرکت، سازندهٔ اکثر انیمه‌ های معروف پخش شده در ایران است. این شرکت یکی از معروف‌ترین کمپانی‌های تولید سریال‌های کارتونی انیمیشن بر اساس داستان‌های معروف ادبی مانند: آن شرلی با موهای قرمز، ماجراهای تام سایر، زنان کوچک، دور دنیا در هشتاد روز، حنا دختری در مزرعه، بچه‌های آلپ، باخانمان (پرین)، بابا لنگ دراز، بینوایان، پینوکیو، سندباد، خانواده دکتر ارنست، داستان‌های جنگل سبز، هایدی، رامکال، داستان خانواده ترپ، مهاجران، نیک و نیکو، آلیس در سرزمین عجایب، ماجراهای دانی، نیلو و فلندی (فرفره‌های انفجاری) و بسیاری از انیمه‌ها است.
هایائو میازاکی و ایسائو تاکاهاتا که بنیان‌گذاران استودیو جیبوری هستند، بسیاری از اپیزودهای این سری از انیمیشن‌ها را، در تئاتر شاهکار جهان کارگردانی نمودند.

## تاریخچه شرکت
این شرکت از سال ۱۹۶۲ با نام «زوئیو اِیزو» در شهر توکیو شروع به فعالیت کرد و کارتون‌هایی نظیر هایدی، دختر آلپ را تولید کرد. سپس در سال ۱۹۷۵ به دو شرکت مجزا تقسیم شد: «زوئیو» که تمامی حقوق مجموعه کارتون‌های هایدی را در اختیار گرفت و «نیپون انیمیشن» که با ریاست کوئیچی موتوهاشی پایه‌گذاری شد و کارکنان سابق «زوئیو اِیزو» (از جمله میازاکی و تاکاهاتا) را جذب خود کرد. نخستین تولیدات نیپون در سال ۱۹۷۵ میلادی، یک سگ فلندرز و نیک و نیکو بود.

## آثار پخش شده در ایران
این شرکت، سازندهٔ اکثر کارتونهای معروف پخش شده در ایران است. این شرکت یکی از معروف‌ترین کمپانی‌های تولید سریال‌های کارتونی انیمیشن بر اساس داستان‌های معروف ادبی مانند: آن شرلی با موهای قرمز، ماجراهای تام سایر، زنان کوچک، دور دنیا در هشتاد روز، حنا دختری در مزرعه، بچه‌های آلپ، باخانمان (پرین)، بابا لنگ دراز، بینوایان، پینوکیو، سندباد، دهکده حیوانات، خانواده دکتر ارنست، داستان‌های جنگل سبز، هایدی، رامکال، داستان خانواده ترپ، مهاجران، نیک و نیکو، آلیس در سرزمین عجایب ،ماجراهای دانی، نیلو و فلندی و … است.